# ГЕС La Tasajera
ГЕС La Tasajera — гідроелектростанція у центральній частині Колумбії. Знаходячись перед ГЕС Carlos Lleras Restrepo, становить одну зі станцій верхнього ступеня — поряд з ГЕС Ріо-Гранде — в гідровузлі, який використовує ресурс зі сточища річки Порсе (права притока Нечі, правої притоки Кауки, яка, своєю чергою, є лівою притокою Магдалени, котра впадає до Карибського моря в місті Барранкілья). При цьому інша станція верхнього ступеня використовує ресурс із тієї ж річки, проте відбираючи його нижче по течії та без використання великої дериваційної схеми, а тому має значно менший напір.
У межах проєкту ліву притоку Порсе річку Ріо-Гранде перекрили земляною греблею Ріо-Гранде 2 висотою 65 метрів, яка потребувала 2,7 млн м3 матеріалу. Вона утримує водосховище з площею поверхні 11 км2 та об'ємом 253 млн м3 (корисний об'єм 110 млн м3).
Зі сховища прокладено дериваційний тунель довжиною 7,2 км з перетином 11,3 м2, який прямує на південь в долину річки Медельїн (верхня течія Порсе). Він сполучений із запобіжним балансувальним резервуаром висотою 202 метри та переходить у напірну шахту висотою 330 метрів, з якої ресурс потрапляє до напірного водоводу довжиною 0,55 км з діаметром 2,6 метра.
Машинний зал станції споруджений у підземному виконанні та має розміри 70х17 метрів при висоті 35 метрів, а доступ до нього персоналу здійснюється через тунель довжиною 1,5 км. Крім того, існує окреме підземне приміщення для розміщення трансформаторного обладнання розмірами 53 × 11 метрів при висоті 13 метрів.
Основне обладнання станції становлять три турбіни типу Пелтон потужністю по 105 МВт. При напорі у 933 метри вони забезпечують виробництво 1,4 млрд кВт·год електроенергії на рік.
Відпрацьований ресурс потрапляє у відвідний тунель довжиною 1,8 км, який переходить у відкритий канал довжиною 0,8 км, котрий завершується у річці Медельїн (Порсе).
Видача продукції відбувається по ЛЕП, розрахованих на роботу під напругою 220 кВ.
Можливо відзначити, що з того ж водосховища Ріо-Гранде 2 живиться менша ГЕС Niquia (21 МВт), яка працює на системі водопостачання міста Медельїн.